# أوز: العظيم والقوي
أوز: العظيم والقوي (بالإنجليزية: Oz the Great and Powerful)‏ هو فيلم خيال ومغامرة أمريكي 2013 من إخراج سام رايمي وإنتاج جو روث وكتابة ديفيد ليندساي أبير وميتشل كابنر، بنائاً عن روايات الكاتب ليمان فرانك بوم. الفيلم من بطولة جيمس فرانكو وميلا كونيس وريتشل وايز وميشيل ويليامز وزاك براف.
تقع أحداثه قبل أحداث فيلم 1939 ساحر أوز، تم أصدار الفيلم من قبل أفلام والت ديزني في 8 مارس، 2013 في دور العرض التقليدية وثلاثية الأبعاد والآيماكس.

## الموسيقى
أشار الملحن داني إلفمان أن نتيجة إتاحة الفلم للإنتاج كانت سريعة، مع العلم ان الغالبية العظمى من الموسيقى كتبت في ستة أسابيع.
أما فيما يتعلق بنوعية النغم، صرح إلفمان، «ونحن في طريقنا إلى اتخاذ نهج هذه المدرسة القديمة ولكن ليس على الطراز القديم. لتكن الميلودراما كما يجب ان تكون، دعوا كل شيء أن يكون على ما هو عليه. ويعتقد الملحن أيضا أن هناك ميزة أنه كان قادراً على الإرسال الروائي، وعندما يكون قادرا على الكتابة روائيا يمكنه بوعي الذات أيضا النقل الأسرع لأن هذه هي الغرائز الطبيعية وبالتالي نستطيع ان نقول قصة من خلال الموسيقى».
سجلت المغنية الأمريكية وكاتبة الاغاني ماريا كاري مقطع البوب الترويجي والذي يسمى «البيت غالباً» الذي كتبه كاري، سيمون بورتر، جوستين رمادي، ليندسي راي، تور إريك هيرمانسن، وميكيل اريكسن (الملقب ستارغيت) للموسيقى التصويرية للفيلم. وأطلق العنان للمعزوفة في 19 فبراير 2013 من قبل آيلاند

## وصلات خارجية
- الموقع الرسمي
- أوز: العظيم والقوي على موقع IMDb (الإنجليزية)
- أوز: العظيم والقوي على موقع ميتاكريتيك (الإنجليزية)
- أوز: العظيم والقوي على موقع الموسوعة البريطانية (الإنجليزية)
- أوز: العظيم والقوي على موقع روتن توميتوز (الإنجليزية)
- أوز: العظيم والقوي على موقع نتفليكس (الإنجليزية)
- أوز: العظيم والقوي على موقع ألو سيني (الفرنسية)
- أوز: العظيم والقوي على موقع أول موفي (الإنجليزية)
- أوز: العظيم والقوي على موقع بوكس أوفيس موجو (الإنجليزية)
- أوز: العظيم والقوي على موقع فيلمافينيتي (الإسبانية)
- أوز: العظيم والقوي على موقع قاعدة بيانات الأفلام السويدية (السويدية)
- Production Blog